# 圆叶合头菊
圆叶合头菊（学名：Syncalathium orbiculariforme）为菊科合头菊属的植物，是中国的特有植物。分布于中国大陆的四川、西藏、云南等地，生长于海拔3,900米至4,260米的地区，一般生于山坡林下和沟边马克岩石上，目前尚未由人工引种栽培。